# Oxycera fumipennis
Oxycera fumipennis är en tvåvingeart som först beskrevs av Kertesz 1923.  Oxycera fumipennis ingår i släktet Oxycera och familjen vapenflugor. Inga underarter finns listade i Catalogue of Life.